# Michela Giuffrida
Pour les articles homonymes, voir Giuffrida.
Michela Giuffrida, née le 12 janvier 1964 à Catane, est une journaliste et une femme politique italienne du Parti démocrate.

## Biographie
C'est la directrice d'Antenna Sicilia.
Le 25 mai 2014, elle est élue députée européenne avec 92 140 voix de préférence dans la circonscription Italie insulaire.